# Winner-take-all

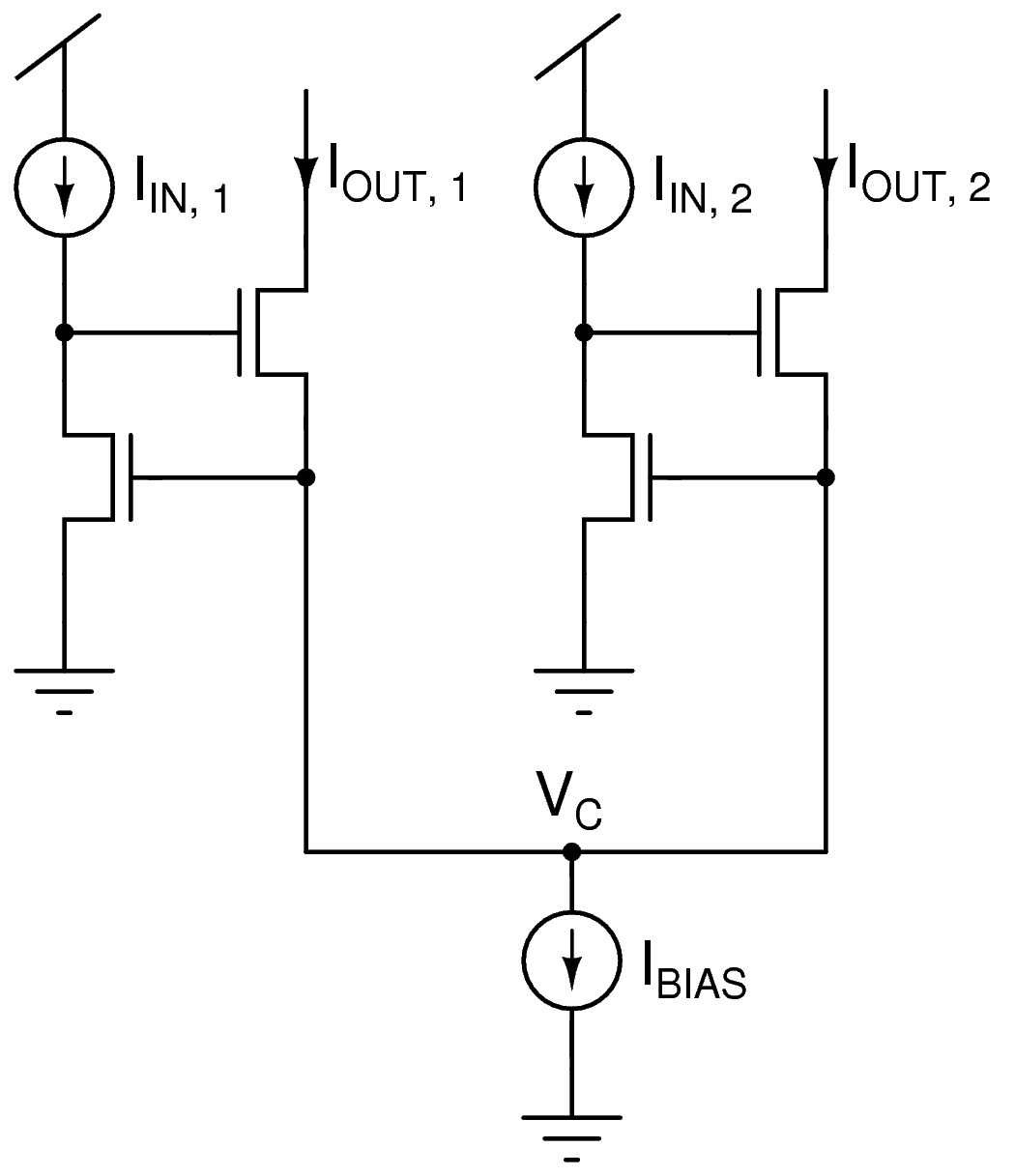
Un circuit CMOS de dues entrades del tipus qui guanya s'ho emporta tot.

Winner-take-all (amb traducció "qui guanya s'ho emporta tot") és un principi computacional aplicat en models computacionals de xarxes neuronals mitjançant els quals les neurones competeixen entre si per activar-se. En la forma clàssica, només la neurona amb l'activació més alta es manté activa mentre totes les altres neurones s'apaguen; no obstant això, altres variacions permeten que més d'una neurona estigui activa, per exemple, el soft winner take-all, mitjançant el qual s'aplica una funció de poder a les neurones.

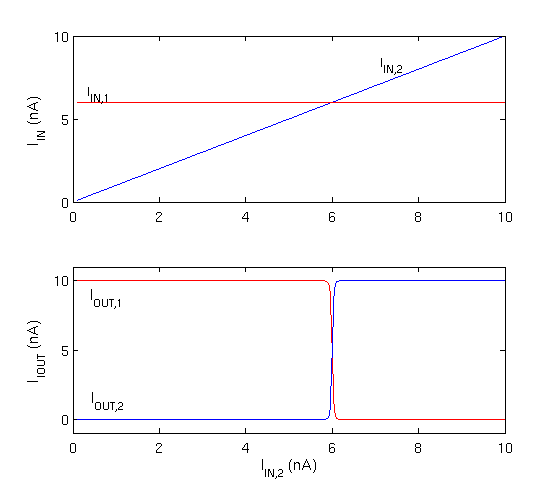
Simulació del circuit CMOS de dues entrades del tipus qui guanya s'ho emporta tot.

En la teoria de les xarxes neuronals artificials, les xarxes winner-take-all són un cas d'aprenentatge competitiu en xarxes neuronals recurrents. Els nodes de sortida de la xarxa s'inhibeixen mútuament, alhora que s'activen mitjançant connexions reflexives. Després d'un temps, només un node de la capa de sortida estarà actiu, és a dir, el corresponent a l'entrada més forta. Així, la xarxa utilitza la inhibició no lineal per escollir la més gran d'un conjunt d'entrades. Winner-take-all és una primitiva computacional general que es pot implementar mitjançant diferents tipus de models de xarxes neuronals, incloses xarxes de temps continu i d'espiga.
Les xarxes de guanyadors s'utilitzen habitualment en models computacionals del cervell, especialment per a la presa de decisions distribuïda o la selecció d'accions a l'escorça. Alguns exemples importants inclouen models jeràrquics de visió i models d'atenció i reconeixement selectius. També són habituals en xarxes neuronals artificials i circuits VLSI analògics neuromòrfics. S'ha demostrat formalment que l'operació del guanyador s'emporta tot és computacionalment potent en comparació amb altres operacions no lineals, com ara el llindar.
En molts casos pràctics, no només hi ha una sola neurona que s'activa, sinó que hi ha exactament k neurones que s'activen per a un nombre fix k. Aquest principi s'anomena k-winners-take-all.
A la dreta es mostra una simulació de corrent continu basada en SPICE del circuit CMOS que s'emporta tot el guanyador al cas de dues entrades. Com es mostra a la subtrama superior, l'entrada IIN ,1 es va fixar a 6nA, mentre que IIN ,2 es va augmentar linealment de 0 a 10nA. La subgràfica inferior mostra els dos corrents de sortida. Com era d'esperar, la sortida corresponent a la més gran de les dues entrades transporta tot el corrent de polarització (10nA en aquest cas), forçant l'altre corrent de sortida gairebé a zero.